# Josef Jan Hanuš
Josef Jan Hanuš (13. září 1911, Dolní Štěpanice – 21. dubna 1992 Langford, Bedfordshire) byl československý a britský stíhací pilot, stíhací eso a laureát čestného seznamu Rytířů nebes.

## Život
Jan Josef Hanuš se narodil v Dolních Štěpanicích v přísně katolické rodině. Vystudoval Gymnázium v Jilemnici a po maturitě krátkou dobu působil jako učitel v Jestřebí. 

### Československé letectvo
Po odvodu v říjnu 1932 nastoupil k 1. leteckému pluku do Prahy, odkud byl odeslán do Prostějova, do Školy pro důstojníky letectva v záloze. Zde se rozhodl pro kariéru profesionálního letce a nastoupil na Vojenskou akademii v Hranicích, odkud byl v roce 1935 vyřazen v hodnosti poručíka. Potom sloužil jako vojenský letec z povolání u 4. pozorovací letky 1. leteckého pluku v Chebu. 
Během následujících dvou let se Hanuš naučil noční létání a příležitostně byl asistentem instruktora při výuce teorie na vojenské výcvikové škole. Dne 25. dubna 1938 byl Hanuš dočasně přidělen k ministerstvu vnitra. Působil na letištích v Chebu a v  Terezíně. V československém letectvu nalétal 650 letových hodin.

### Francouzské letectvo
Po německé okupaci Čech, Moravy a Slezska odešel dne 14. července 1939 do exilu. Přes Polsko se dostal do Fancie, kde působil jako vojenský letec. Létal na Morane-Saulnier MS.406. Dne 31. května 1940 jako velitel tříčlenného roje podílel na sestřelení německého letounu Henschel Hs 126. 

### Noční stíhací pilot RAF

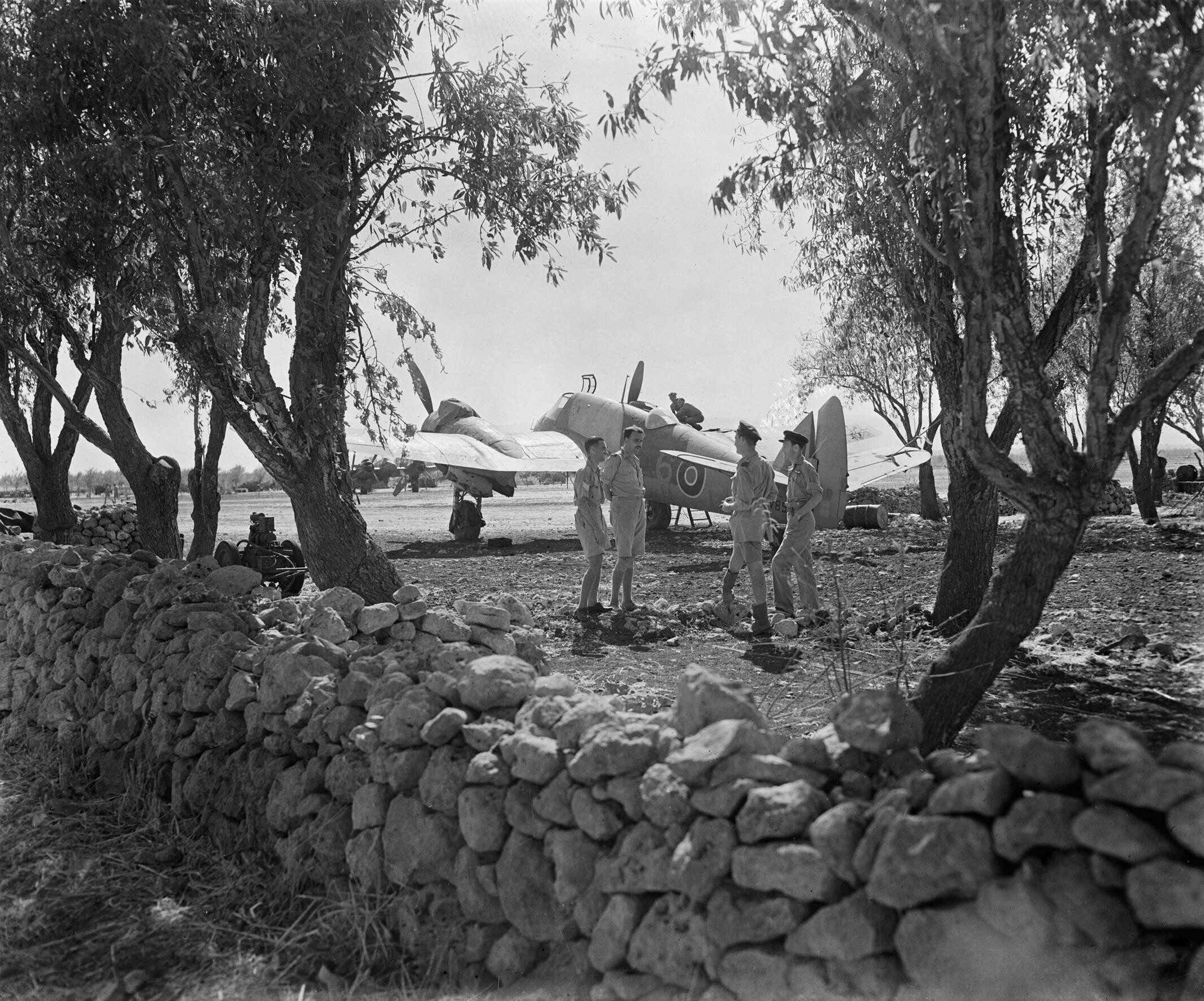
Bristol Beaufighter Mk.VIF od 600. perutě zaparkovaný mezi olivami na letišti Cassibile, jižně od Syrakus. Všechna svá vzdušná vítězství u 600. perutě dosáhl Hanuš právě na Beaufighterech

Po vojenské porážce Franncie se přes Afriku dostal do Velké Británie, kde vstoupil do Royal Air Force. Dne 15. října 1940 byl přidělen k 310. československé stíhací peruti RAF, v rámci které hlídkoval nad Atlantikem.  Počátkem roku 1943 byl na vlastní žádost přidělen k 600. noční stíhací peruti, která operovala v oblati Středozemního moře. V rámci této peruti absolvoval 79 bojových letů a sestřelil čtyři německé letouny Junkers Ju 88 a poškodil německý bombardovací letoun Dornier Do 217.

### Styčný důstojník
Dne 5. prosince 1943 byl Hanuš převelen na Generální inspektorát československého letectva v Londýně. Chtěl se vrátit k létání, ale místo toho strávil zbytek války jako styčný důstojník. Mezi jeho povinnosti patřila účast na pohřbech československých letců zabitých při akci a návštěva letišť za účelem obnovení dobrých vztahů tam, kde panovaly neshody mezi Čechoslováky a místními obyvateli.
6. května 1944 se Hanuš v Cambridge oženil s Britkou Lilian Evelyn Webb. Jejich první dítě, dcera, se narodilo v lednu 1945.

### Po válce
Do osvobozeného Československa se vrátil 22. srpna 1945 v hodnosti podplukovníka. Chtěl se ujmout velení 106. leteckého pluku se sídlem v Chrudimi ve východních Čechách. Místo toho se stal štábním důstojníkem nejprve na oblastním velitelství v Praze a poté na letecké základně v Ruzyni. Krátce byl u velení letectva v Brně. K 1. říjnu 1946 byl Hanuš jmenován náčelníkem štábu velitelství protivzdušné obrany.
V únoru 1948 převzala moc Komunistická strana Československa. Hanuš byl krátce po převratu jmenován náčelníkem štábu Velitelství letectva v Brně. Ale komunisté brzy zahájili politickou čistku vojáků, kteří sloužili u západních spojenců. Dne 14. dubna dostal Hanuš nucenou dovolenou.
Lilian Hanušová čekala druhého potomka. Hanuš poslal svou ženu a dceru zpět do Británie. Dne 3. května 1948 byl zatčen, obviněn z napomáhání generálmajoru Karlu Janouškovi při pokusu o útěk do zahraničí. Janoušek byl zatčen 30. dubna. K 6. květnu byl Hanuš jedním z 10 důstojníků letectva a 14 civilistů držených ve věznici řízené Obranným zpravodajstvím (OBZ) v Praze na Hradčanech. Při soudním jednání, konaném ve dnech 14. až 16. června 1948 v Praze, byl zproštěn obžaloby,  prokurátor se však odvolal.

### Druhý útěk z Československa
Dne 8. července 1948 Hanuš uprchl z Československa do americké zóny okupovaného Německa. Odešel z Bavorska přes leteckou základnu Wiesbaden do Británie, kde se vrátil k RAF. Do června 1951 létal na nočních stíhačkách de Havilland Mosquito, nejprve u 23. perutě RAF a poté u 141. peruti RAF. Létal také na Gloster Meteorech, které vyvolaly jeho hluchotu, která se postupně zhoršovala po zbytek života. Ve své kariéře RAF pokračoval v neletových povinnostech, zpočátku jako dispečer letového provozu a poté jako výzbrojní důstojník až do 19. září 1968, kdy odešel do výsluhy. Poté měl civilní kariéru u International Computers Limited, dokud v roce 1977 neodešel do důchodu.

### Rehabilitace
Dne 29. května 1991 byl povýšen na plukovníka československého letectva, ve výslužbě. Dne 7. března 1992 byl jmenován generálmajorem československého letectva, ve výslužbě; krátce na to dne 21. dubna 1992 zemřel.

## Vyznamenání
- Československá medaile Za chrabrost před nepřítelem (5x)
- Československý válečný kříž 1939 (3x)
- Československá medaile za zásluhy I. stupně
- Pamětní medaile československé armády v zahraničí, se štítky F, VB a SV
- Croix de guerre, avec palme
- Záslužný letecký kříž (Spojené království)
- Hvězda 1939–1945, se sponou Battle of Britain
- Britská medaile Za obranu
- britská Válečná medaile 1939–1945
- Hvězda Atlantiku (anglicky Atlantic Star)
- Evropská hvězda leteckých osádek, se sponou „Atlantic“
- Africká hvězda  (anglicky Africa Star)
- Italská hvězda (anglicky Italy Star)